# Stefanovo, Pernik
Stefanovo (în bulgară Стефаново) este un sat în comuna Radomir, regiunea Pernik,  Bulgaria. 

## Demografie
Componența etnică a satului Stefanovo
     Bulgari (97,44%)
     Romi (1,39%)
     Nicio identificare (1,16%)
     Altele (0%)
La recensământul din 2011, populația satului Stefanovo era de 430 locuitori. Din punct de vedere etnic, majoritatea locuitorilor (97,44%) erau bulgari, cu o minoritate de romi (1,39%). Pentru 1,16% din locuitori nu este cunoscută apartenența etnică.